# Linda Bellos
Linda Bellos est une femme d'affaires britannique, féministe radicale et activiste des droits LGBT née le 13 décembre 1950 à Londres. En 1981, elle devient la première femme d’origine africaine à rejoindre le collectif Spare Rib. Elle est élue au conseil municipal de Lambeth à Londres en 1985 où elle est présidente du conseil de 1986 à 1988.

## Biographie

### Enfance et formation
Linda Ann Bellos Obe naît le 13 décembre 1950 à Londres d'une mère juive polonaise blanche, Renee Sackman, et d'un père nigérian et yoruba, Emmanuel Adebowale, originaire d'Uzebba, qui avait rejoint la marine marchande pendant la Seconde Guerre mondiale. Sa mère a été désavouée par sa famille pour avoir épousé un chrétien africain.

### Carrière politique

#### Féminisme
Bellos est une féministe radicale et est la première lesbienne non blanche à rejoindre le collectif féministe Spare Rib en 1981. Elle critique le système de points du mouvement et la manière dont le mouvement des femmes est dominé par les femmes blanches de la classe moyenne.

#### Politique
Elle est élue conseillère travailliste pour le quartier de Larkhall au conseil municipal de Lambeth London en 1985.
Bellos est trésorière du Mouvement pour les réparations en Afrique (Royaume-Uni) qui réclame des réparations pour l'esclavage. Elle est coprésidente du Southwark LGBT Network jusqu'en février 2007 et conseillère auprès du conseil municipal de Southwark. De 2000 à 2003, elle est coprésidente du groupe consultatif LGBT auprès de la police métropolitaine.

#### Égalité
En tant que féministe lesbienne, Bellos soutient fortement au début des années 1980 l'idée qu'une approche inclusive des questions féminines doit tenir compte de la classe sociale, de l'identité ethnique minoritaire et majoritaire, du handicap, de l'identité sexuelle et de la religion. Cette approche intersectionnelle est impopulaire à l’époque. Plus récemment, Bellos enseigne aux employeurs et à leur personnel comment appliquer la loi sur l’égalité de 2010, la loi sur les droits de l’homme de 1998 et d’autres lois sur l’égalité. Elle est notamment à l'origine du Mois de l'histoire des Noirs au Royaume-Uni alors qu'elle est présidente de la London Strategic Policy Unit.
Bellos travaille sur l’intégration de l’égalité au sein de nombreux organismes publics, notamment l’armée britannique et le service de police métropolitaine. Elle est conseillère indépendante auprès de la police métropolitaine, du Crown Prosecution Service et de l'Association of Chief Police Officers.
Elle est membre fondatrice et ancienne présidente de l'Institut des praticiens de l'égalité et de la diversité.

### Consultant
Bellos fournit des services de conseil et de formation en matière d'égalité, de diversité et de droits de l'homme aux secteurs commercial, public et à but non lucratif du Royaume-Uni. Son entreprise s'appelle Linda Bellos Associate.

### Radio, télévision et écriture
En tant qu'autrice, elle contribue à un certain nombre d'anthologies, notamment IC3 : The Penguin Book of New Black Writing in Britain.

## Prix et récompenses
Le 9 décembre 2002, Bellos reçoit (avec Stephen Bourne) les Metropolitan Police Volunteer Awards « en reconnaissance de sa contribution exceptionnelle au soutien de la communauté locale ».
En 2006, elle est nommée OBE dans le cadre des honneurs du Nouvel An de la Reine pour services rendus à la diversité. Elle est réticente à recevoir cet honneur car elle considère son association avec un Empire défunt comme dépassée et qu'il devrait être renommé. Elle est encouragée à l'accepter par sa famille,.

## Vie personnelle
En 1970, elle épouse Jonathan Bellos. Ils ont deux enfants, nés en 1974 et 1976. Elle fait son coming out en tant que lesbienne en 1980 et divorce en 1983,. Bellos quitte ses enfants pour vivre dans une communauté entièrement féminine.
Le 21 décembre 2005, Bellos et sa partenaire, Caroline Jones, concluent un partenariat civil. Jones décède en 2015. En 2020, Bellos conclut un partenariat civil avec Marian Davis.